# Makilala
Makilala ist eine philippinische Stadtgemeinde in der Provinz Cotabato. Sie hat 83.851 Einwohner (Zensus 1. August 2015). Teile der Gemeinde liegen im Mount Apo Natural Park.

## Baranggays
Makilala ist administrativ in 38 Baranggays unterteilt.
| - Batasan - Bato - Biangan - Buena Vida - Buhay - Bulakanon - Cabilao - Concepcion - Dagupan - Garsika - Guangan - Indangan - Jose Rizal | - Katipunan II - Kawayanon - Kisante - Leboce - Libertad - Luayon - Luna Norte - Luna Sur - Malabuan - Malasila - Malungon - New Baguio - New Bulatukan | - New Cebu - Old Bulatukan - Poblacion - Rodero - Saguing - San Vicente - Santa Felomina - Santo Niño - Sinkatulan - Taluntalunan - Villaflores - New Israel |